# Лестер тајгерси
Лестер тајгерси (енгл. Leicester Football Club) енглески је рагби јунион клуб из Лестера који се такмичи у Премијершипу. Тигрови су најславнији енглески рагби клуб, са бројним навијачима. Титулу шампиона Енглеске освојили су рекордних 10 пута, два пута су освојили Куп европских шампиона (2001. и 2002) предвођени капитеном Мартином Џонсоном. Боја клуба је зелена, а капитен екипе је Ед Слејтер. Познати рагбисти који су играли за Тајгерсе су Лоти Тукири, Тоби Флад, Вил Гринвуд, Луис Муди, браћа Рори и Тони Андервуд, Мартин Кастрођовани, Бред Торн, браћа Тулигај ( Алезана, Анри, Фреди и Анителија ), Клајв Вудвард... Највише утакмица за Лестер је одиграо Џордан Мерфи - 205, највише поена постигао је Тим Стимпсон - 1180, а највише есеја дао је Нил Бек - 59. Лестер тајгерси су најгледанији тим у Премијершипу - у просеку на свакој утакмици их прати око 22 000 гледалаца.
- Куп европских шампиона у рагбију

- Освајач (2) : 2001, 2002.

- Премијершип

- Шампион (10-рекорд) : 1988, 1995, 1999, 2000, 2001, 2002, 2007, 2009, 2010, 2013.

Први тим
Метју Тејт
Нил Морис
Томи Бел
Адам Томпсон
Вереники Гонева
Питер Бетам
Милс Бенџамин
Мет Смит
Ману Туилаги
Кристијан Лоаману
Серемаја Бај
Овен Вилијамс
Фреди Бернс
Бен Јангс
Сем Харисон
Опети Фонуа
Џордан Крејн
Брендон О'Конор
Том Крофт
Мајк Вилијамс
Ед Слејтер
Мајкл Фицџералд
Ден Кол
Маркос Ајерза
Том Јангс
Леонардо Гиралдини
Грег Бејтман